# Kriegerdenkmal Kleinwangen

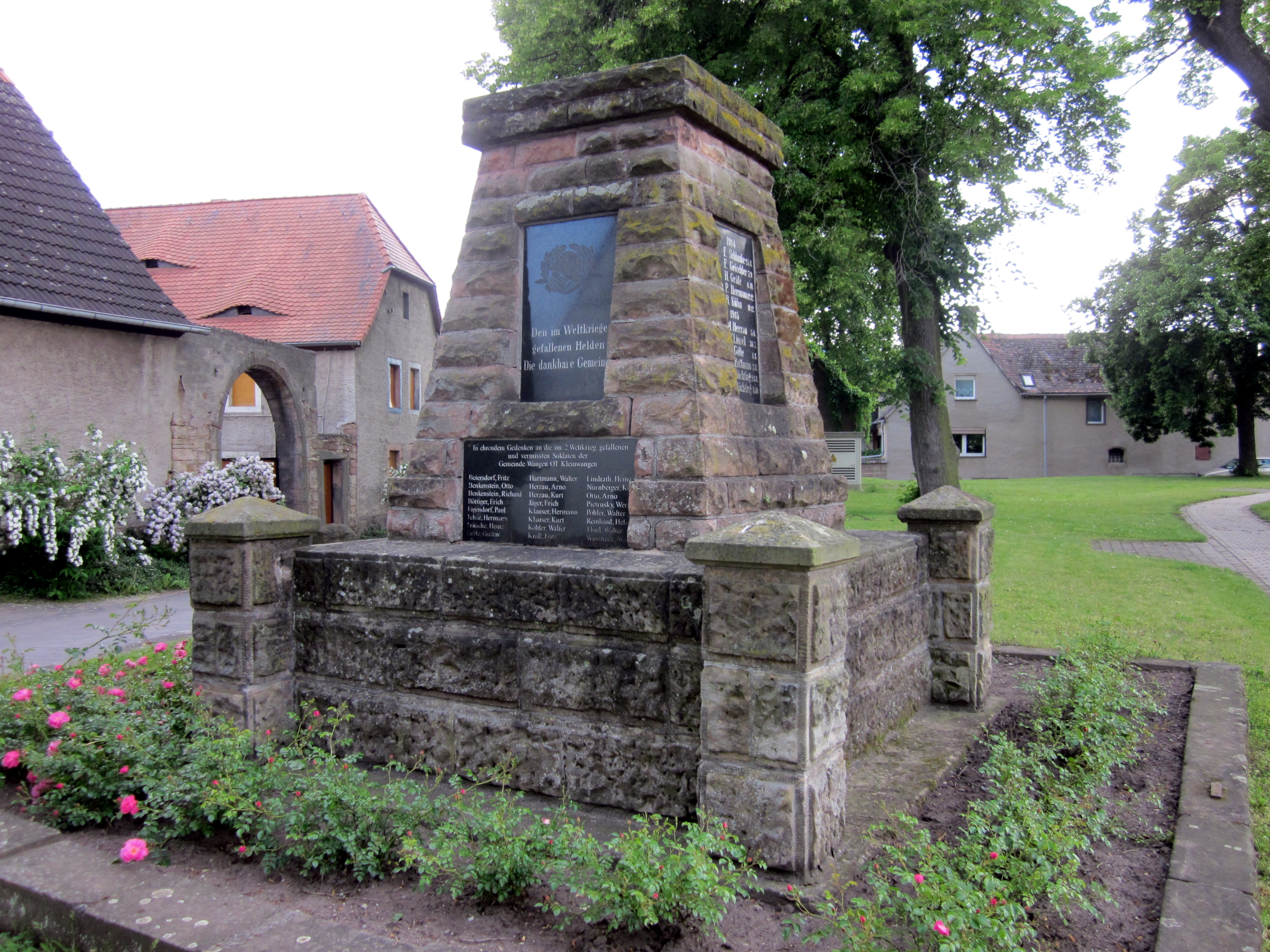
Kriegerdenkmal Kleinwangen

Das Kriegerdenkmal Kleinwangen ist ein denkmalgeschütztes Kriegerdenkmal in der Ortschaft Kleinwangen des Ortsteils Wangen der Stadt Nebra in Sachsen-Anhalt. Im örtlichen Denkmalverzeichnis ist die Gedenkstätte unter der Erfassungsnummer 094 83986 als Baudenkmal verzeichnet.
Das Kriegerdenkmal Kleinwangen ist eine Stele auf einem quadratischen Sockel. In die Stele sind mehrere schwarze Marmorplatten und eine Sandsteinplatte eingelassen. Die Inschrift auf der Sandsteinplatte ist schon stark verwittert, jedoch sind noch zwei Namen und die Jahreszahlen 18... und 1870 zu lesen. In die Marmorplatten sind die Inschriften Den im Weltkriege gefallenen Helden Die dankbare Gemeinde und In ehrendem Gedenken an die im 2.Weltkrieg gefallenen und vermissten Soldaten der Gemeinde Wangen OT Kleinwangen sowie die Namen der Gefallenen und Vermissten des Ersten Weltkriegs und des Zweiten Weltkriegs eingemeißelt.

## Quelle
- Kriegerdenkmal Kleinwangen Online, abgerufen am 20. September 2017.